# 馬逢國
馬逢國，GBS，JP（1955年7月2日—），香港電影業界人士及政治人物，畢業於香港理工學院（現香港理工大學）土木工程系，現任香港立法會議員（選舉委員會），第十四屆港區全國人大代表（港區代表團團長），中國文學藝術界聯合會香港會員總會會長。曾任香港立法會議員（體育、演藝、文化及出版界）、電影發展局主席、西九文化區管理局董事局成員、香港演藝學院校董會成員及副主席、新世紀論壇召集人，前香港藝術發展局主席，前香港臨時立法會（1997-1998）、第一屆（1998-2000）及第二屆（2000-2004）立法會議員，第十届（2003-2008）、第十一届（2008-2013）港區全國人大代表、銀都機構有限公司負責人之一，曾經監製及出品多部香港電影，包括《最後的貴族》及《秋菊打官司》等。2020年10月獲頒金紫荊星章。此外，他還是寰亞電影七位創辦人其中之一（另外六位是莊澄、馮永、鍾再思、陳子良、廖永亮和Nick James）。

## 生平
馬逢國早年於九龍觀塘區成長，1967年入讀九龍工業學校。他畢業於香港理工學院（現香港理工大學）土木工程系，畢業後加入鳳凰影業工作，後來隨公司合併重組加入銀都機構，其間曾經監製《最後的貴族》、《秋菊打官司》等膾炙人口的電影，亦曾擔任公關、發行及管理等職務。
曾於1989年的《八九民運報章廣告專輯》登報廣告，聯署聲明支持「八九學運」。

## 政坛生涯
1997年7月16日，贊成廢除《僱員代表權、諮詢權及集體談判權條例》
1998年9月9日，贊成《1998年假期（修訂）條例草案》包含廢除重光紀念日公眾假期 
1999年12月2日，贊成《提供巿政服務（重組）條例草案》廢除市政局和區域市政局
2012年10月17日，反對促請撤回德育及國民教育科指引及要求教育局局長吳克儉下台 
2012年，馬逢國當選立法會功能界別文化及體育界別議員，被問部分資深文化界人士無法登記做文化界選民，他回應：「咩叫作家？寫過幾篇文就係作家？點先係藝術家？九龍城皇帝係咪書法家？（甚麼是作家？寫過幾篇文就是作家？怎樣才算是藝術家？九龍城皇帝是不是書法家？）」。同年，立法會對《版權條例》修訂中應否豁免「二次創作」的討論，代表文化及出版界他表示二次創作不應該在《版權條例》獲得豁免。此外，他以香港政制發展未成熟為理由，支持保留功能界別。
2013年11月7日，對立法會（權力及特權）條例促請政府呈交免費電視發牌文件的議案投棄權票
2013年11月11日，香港電影工作者總會聯同十個屬會要求馬逢國立即辭職。該日下午3點左右，包括一直被指於「撐發牌」及披露事件真相上慢半拍的演藝人協會，連同其餘十個電視電影業界團體，聯署發聲明，強烈要求體育、演藝、文化及出版界議員馬逢國辭職。馬逢國回應時強調，他希望政府交代發牌理據的立場和業界並無分別。但擔心立會一旦引用特權法，會衝擊行政會議行之有效的決策機制，如果他以個人意願投票，他會投反對票。他認為透過司法覆核去審議是否違反程序公義更為恰當，未來會好好向業界解釋自己的立場。 
2014年10月17日，反對引用《立法會（權力及特權）條例》調查特首梁振英涉嫌收受一澳洲企業的秘密費用一事。
2020年4月23日，正值新型肺炎肆虐，體育、演藝、文化及出版界功能界別馬逢國說，面對場地關閉、學校停課，業內有人為生計放棄專業和理想，轉做地盤和送外賣，他呼籲當局考慮推出第三輪防疫抗疫基金，為無強積金戶口人士，以及業界的民營機構提供資助。 
2020年5月22日，香港立法會內務委員會開會選舉副主席，正在北京出席人大會議的體育、演藝、文化及出版界立法會議員馬逢國自動當選副主席。
2024年1月16日，當選香港立法會民政及文化體育事務委員會主席。

## 榮譽
- 2004年 銀紫荊星章[33]
- 2020年 金紫荊星章[34]

## 資料來源
1. ↑  梁作釗訃聞. 華僑日報. 1987-12-19. 第一張第二頁.
2. ↑  .   [2025-05-05].
3. ↑  .   [2018-07-08]. （原始内容存档于2018-07-08）. （页面存档备份，存于）
4. ↑  . 立法會行政管理委員會.   [2013-08-23]. （原始内容存档于2021-04-10）. （页面存档备份，存于）
5. ↑   (新闻稿). 香港: 香港政府新聞公報. 2013-04-12  [2013-08-23]. （原始内容存档于2019-09-01）.
6. ↑   (新闻稿). 香港: 香港政府新聞公報. 2012-10-22  [2013-08-23]. （原始内容存档于2019-10-30）.
7. ↑  . 西九文化區管理局網頁.   [2013-08-23]. （原始内容存档于2013-11-10）. （页面存档备份，存于）
8. ↑   (PDF). 立法會行政管理委員會.   [2013-08-23]. （原始内容存档 (PDF)于2013-03-09）. （页面存档备份，存于）
9. ↑   (PDF). 立法會行政管理委員會.   [2013-08-23]. （原始内容存档 (PDF)于2020-11-29）. （页面存档备份，存于）
10. ↑  . 中国人大网. 2009-02-19  [2013-08-23]. （原始内容存档于2013-07-18）. （页面存档备份，存于）
11. ↑  . 中国人大网.   [2013-08-23]. （原始内容存档于2013-06-26）. （页面存档备份，存于）
12. ↑  . 香港影庫(HKMDB).   [2013-08-23]. （原始内容存档于2020-12-10）. （页面存档备份，存于）
13. ↑  . 星島日報. 2020-10-01  [2020-10-03]. （原始内容存档于2020-10-05）. （页面存档备份，存于）
14. ↑  . 文匯報. 2020-10-01  [2020-10-05]. （原始内容存档于2020-10-05）. （页面存档备份，存于）
15. ↑  . 華僑日報. 1967-07-29: 24  [2023-10-14].
16. ↑  張卓立. . 鏡報月刊 (香港: 鏡報文化企業有限公司). 2012-12, (425).[永久]
17. ↑  立法會投票記錄P.167 http://www.legco.gov.hk/yr97-98/chinese/counmtg/floor/970716cd.doc （页面存档备份，存于）
18. ↑  1997年僱傭及勞資關係（雜項修訂）條例 本條例旨在修訂《僱傭條例》及《職工會條例》，廢除《僱員代表權、諮詢權及集體談判權條例》，使暫時終止實施的若干成文法則恢復實施，以及就 附帶事宜作出規定。  [1997年10月31日]  由臨時立法會制定。https://www.legco.gov.hk/yr97-98/chinese/bills/a135-c.htm （页面存档备份，存于）
19. ↑   (PDF). 香港特別行政區立法會. 1998-09-09  [2018-06-21]. （原始内容存档 (PDF)于2019-05-13）. （页面存档备份，存于）
20. ↑   (PDF). 香港特別行政區立法會: 175–176. 1998-12-02  [2018-06-21]. （原始内容存档 (PDF)于2020-05-19）. （页面存档备份，存于）
21. ↑  立法會投票記錄 https://www.legco.gov.hk/yr12-13/chinese/counmtg/voting/v20121017.pdf （页面存档备份，存于）
22. ↑  表決紀錄 http://www.legcovotes.net/edusec/ （页面存档备份，存于）
23. ↑  . 香港: 星島日報. 2012-10-19  [2013-08-23]. （原始内容存档于2013-09-27）. （页面存档备份，存于）
24. ↑  . 香港: 太陽報. 2012-09-19  [2012-09-22]. （原始内容存档于2020-12-10）. （页面存档备份，存于）
25. ↑  立法會投票記錄 https://www.legco.gov.hk/yr13-14/chinese/counmtg/voting/v20131106.pdf （页面存档备份，存于）
26. ↑  表決紀錄 http://www.legcovotes.net/tvpp/ （页面存档备份，存于）
27. ↑  【電視風雲】極醜惡 馬逢國投棄權票 工作報告吹噓「本人督促政府交代」 （页面存档备份，存于），蘋果日報，2013年11月11日
28. ↑  . 香港文匯報. 2013-11-12  [2020-05-22]. （原始内容存档于2020-12-10）. （页面存档备份，存于）
29. ↑  . 香港文匯報. 2013-11-13  [2020-05-22]. （原始内容存档于2020-12-10）. （页面存档备份，存于）
30. ↑  立法會內務委員會投票記錄 https://www.legco.gov.hk/yr14-15/chinese/hc/voting/hc20141017-voting-ec.pdf （页面存档备份，存于）
31. ↑  . 香港電台. 2020-04-23 HKT 17:32  [2020-05-22]. （原始内容存档于2020-12-10）.  （页面存档备份，存于）
32. ↑  . 明報. 2020年5月22日.
33. ↑  . 文匯報. 2004-07-01  [2020-10-18]. （原始内容存档于2020-11-02）. （页面存档备份，存于）
34. ↑  . 政府新聞公報. 2020-10-01  [2020-10-01]. （原始内容存档于2020-10-01）. （页面存档备份，存于）